# Struthoscelis acrobatica
Struthoscelis acrobatica är en fjärilsart som beskrevs av Edward Meyrick 1913. Struthoscelis acrobatica ingår i släktet Struthoscelis och familjen praktmalar, Oecophoridae. Inga underarter finns listade i Catalogue of Life.